# غوارديا وارسو
غوارديا وارسو هو نادي كرة قدم في بولندا تأسس في 1948. يلعب في الدوري البولندي الممتاز. شارك كبطل للدوري البولندي في النسخة الأولى من دوري أبطال أوروبا.

## وصلات خارجية
- الموقع الرسمي